# فورد سوپر دیوتی
فورد سوپر دیوتی (Ford Super Duty) خودرویی است. طراحی آن موتور جلو، توزیع نیروی پیشران، خودرو چهار چرخ محرک بوده

## نگارخانه

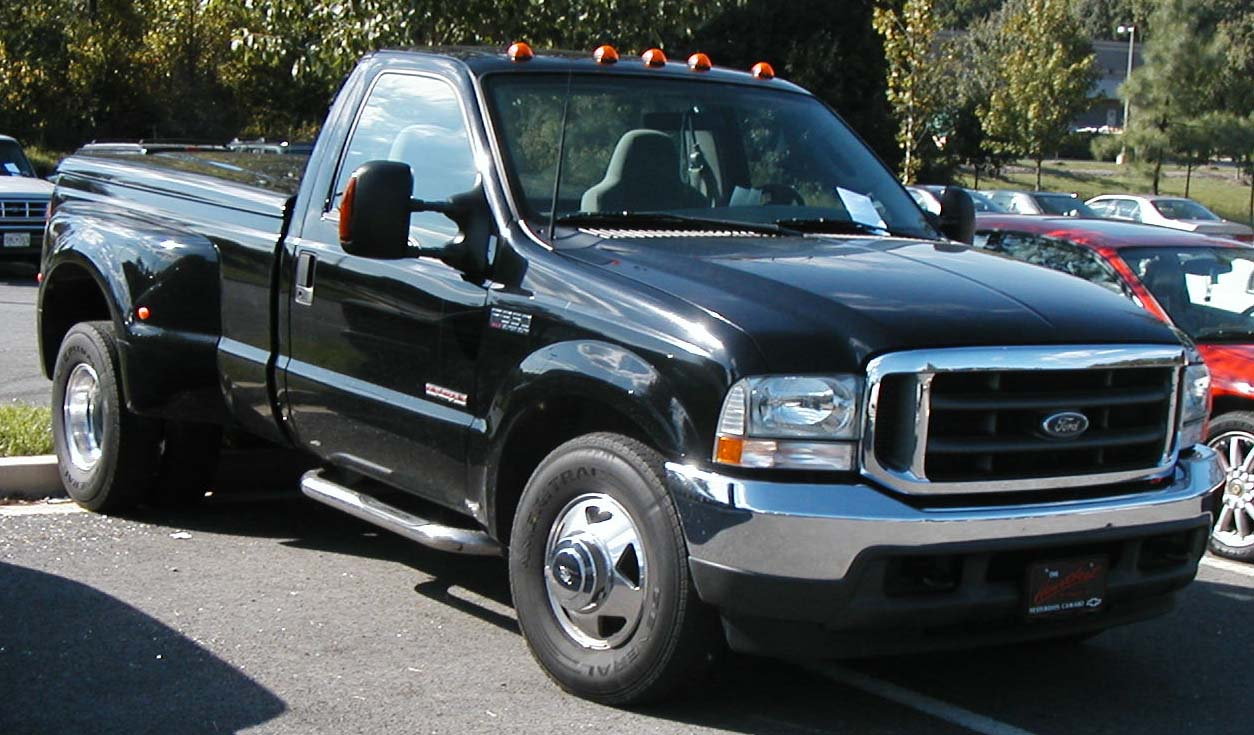
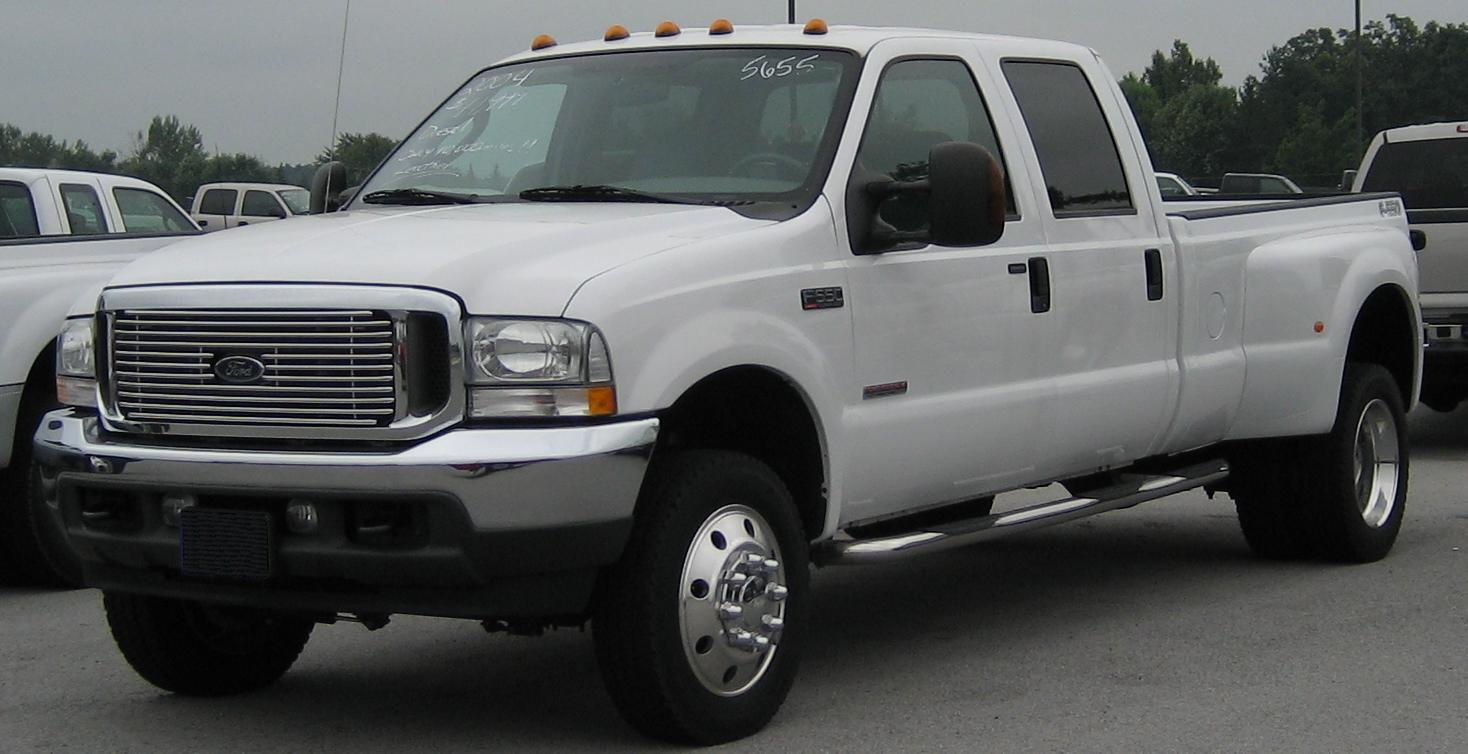
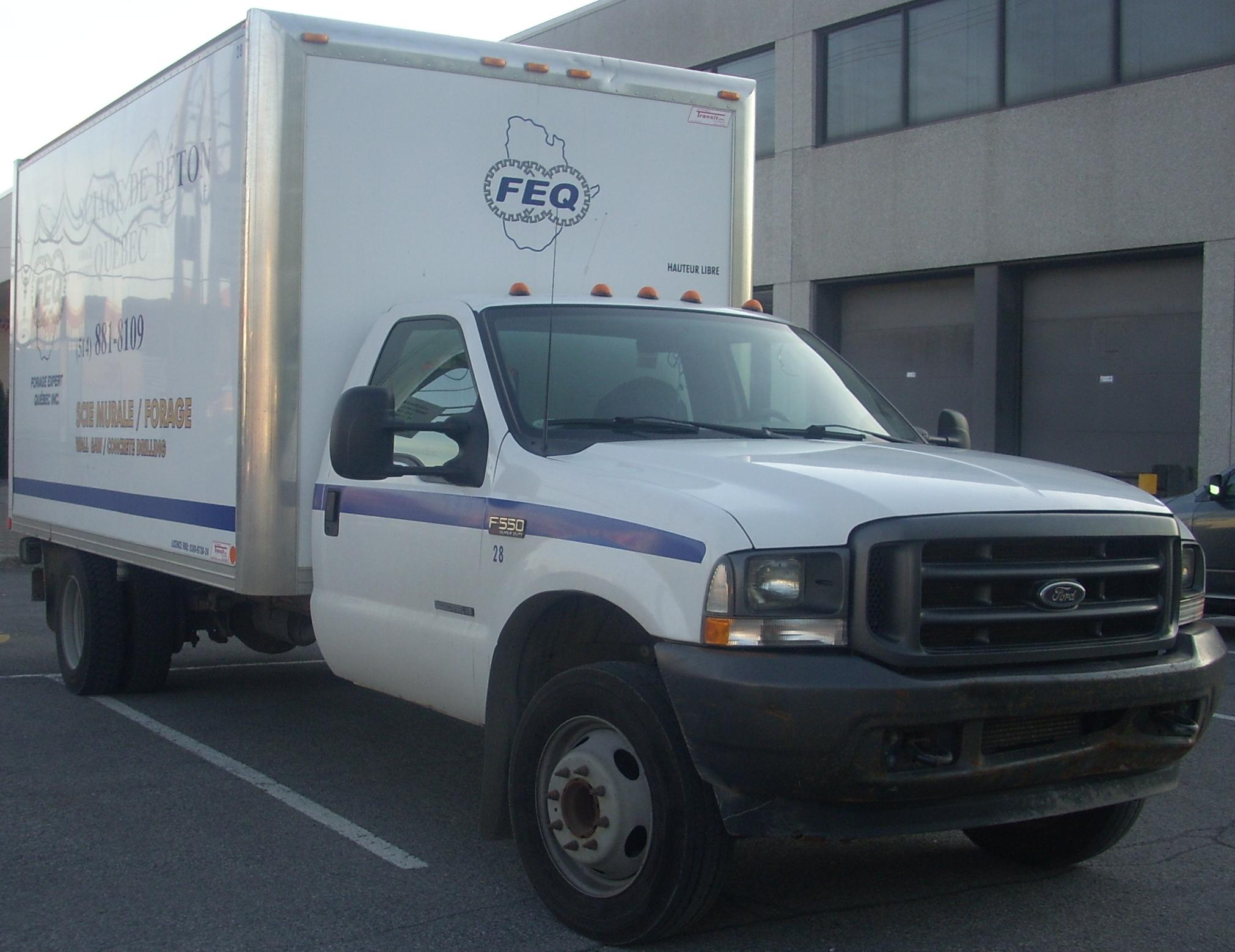